# Kroatischer Dinar
Der Kroatische Dinar war von 1991 bis 1994 die Währungseinheit Kroatiens. Es waren Geldscheine im Wert von 1, 5, 10, 25, 100, 500, 1.000 (jeweils datiert auf den 8. Oktober 1991), 2.000, 5.000, 10.000 (jeweils datiert auf den 15. Januar 1992), 50.000, und 100.000 Dinar (jeweils datiert auf den 30. Mai 1993) im Umlauf. Alle diese Noten zeigten auf der Vorderseite ein Porträt des Astronomen Ruđer Josip Bošković. Auf der Rückseite hatten die Scheine bis 1.000 Dinar die Abbildung des Zagreber Doms, die größeren Scheine die Abbildung der Gedenkstätte zur kroatischen Geschichte. Der Kroatische Dinar wurde 1994 durch die Kroatische Kuna ersetzt.